# 홍콩 4호 간선

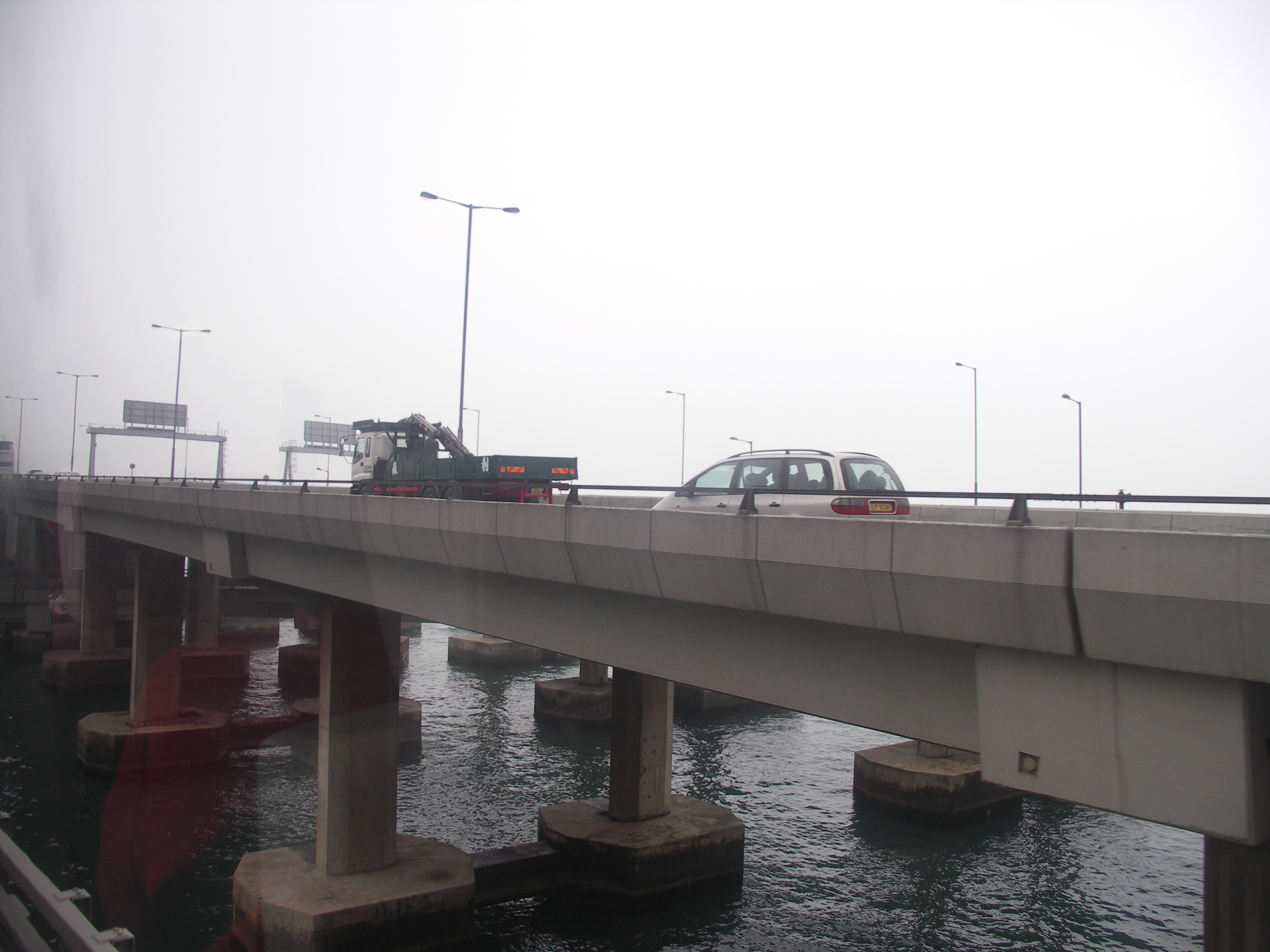
아일랜드 이스턴 커리더에서 북쪽으로 향하고 있는 모습

홍콩 4호 간선(중국어: 四號幹綫)은 홍콩의 중심부이기도 하는 홍콩섬의 동부와 서부를 이어주는 홍콩의 간선 도로로, 총 연장은 약 15.3 km이다. 주요 경유지로는 둥구, 완자이구, 중사이구 등이 있다. 과거에는 코즈웨이에서 애버딘 사이 구간은 7번 도로를, 이스턴 커리더 구간은 8번 도로를 각각 이루고 있으나, 홍콩이 영국 식민지 시절에 제정시킨 도로 체계가 2004년부터 현재와 같이 지금의 4호선으로 뜯어고친 상태이다. 횡단하고 있는 구간은 주로 홍콩섬의 북부 지역을 동서로 이어주는 구조를 가지고 있으며 홍콩 1호 간선과 함께 홍콩섬을 十자 형태로 이어주는 단 둘 뿐인 간선도로이다. 그 외에도 홍콩 2호 간선도 역시 홍콩섬 동북부 끝자락에서도 접촉하고 있다.